# خوسيه ماريا كارو رودريغيز
خوسيه ماريا كارو رودريغيز (بالإسبانية: José María Caro Rodríguez)‏ هو كاهن كاثوليكي تشيلي، ولد في 23 يونيو 1866 في Quebrada del Nuevo Reino ‏ في تشيلي، وتوفي في 4 ديسمبر 1958 في سانتياغو في تشيلي.